# Batracomorphus iulus
Batracomorphus iulus är en insektsart som beskrevs av Knight 1983. Batracomorphus iulus ingår i släktet Batracomorphus och familjen dvärgstritar. Inga underarter finns listade i Catalogue of Life.